# Телико Плејнс (Тенеси)
Телико Плејнс (енгл. Tellico Plains) град је у америчкој савезној држави Тенеси.

## Демографија
По попису из 2010. године број становника је 880, што је 21 (2,4%) становника више него 2000. године.
| Група             | 2000.       | 2010.       |
| Белци             | 825 (96,0%) | 848 (96,4%) |
| Афроамериканци    | 0 (0,0%)    | 1 (0,1%)    |
| Азијати           | 7 (0,8%)    | 1 (0,1%)    |
| Хиспаноамериканци | 15 (1,7%)   | 9 (1,0%)    |
| Укупно            | 859         | 880         |